# سلام بر من
«سلام بر من» تک‌آهنگی از هنرمند اهل ایالات متحده آمریکا دی‌جی خالد، لیل وین، ، ریک راس، فت جو، پیت‌بول است که در سال ۲۰۰۶ میلادی منتشر شد.